# السهم (عين العرب)
قرية شيش قرية كوردية تابعة لناحية جلبية التابعة لمنطقة كوباني محافظة حلب جميع سكانها من الكورد تبلغ عدد سكانها حوالي 250 نسمة وقد تحولت اسمها الى السهم من قبل سياسات البعث حالها كحال اي قرية أو منطقة كوردية، ويذكر أن اغلب أهالي قرية من خريجين الجامعات